# Llista de panteons i tombes de sobirans a França
Aquesta llista de llocs d'enterrament de sobirans a França indica on hi han les tombes ubicades a França de sobirans d'algun territori: emperadors, reis, ducs i comtes sobirans, i qualsevol altre monarca d'un territori independent o sobirà durant el temps de regnat d'aquestes persones.
L'ordenació és alfabètica per regions; dintre cadascuna, per departaments.
| Depar-tament                  | Municipi                                                      | Lloc                                                                    | Monarca | Títols | Notes | Sepulcre | Imatge exterior                                                |  |
| ----------------------------- | ------------------------------------------------------------- | ----------------------------------------------------------------------- | --- | --- | --- | --- | -------------------------------------------------------------- |  |
| Alts de França                |                                                               |                                                                         | | | | |                                                                |  |
| Aisne                         | Soissons                                                      | Saint-Médard                                                            | Clotari I i Sigebert I (merovingis) | Rei de Soissons i dels francs (ca. 497-561) Rei de Reims i Austràsia (ca. 535-575) | | Clotari I i Sigebert I (merovingis) | Saint-Médard                                                   |  |
|                               | Villers-Cotterêts                                             | Cartoixa de Bourgfontaine                                               | Cor de Felip VI de França | Rei de França (1328-1350) | Destruït en 1567 | |                                                                |  |
| Nord                          | Arràs                                                         | Abadia de Saint-Vaas                                                    | Teodoric III de Nèustria | Rei de Nèustria (ca. 654-691) i dels francs | | | Abadia de Saint-Vaas                                           |  |
|                               | Marquette-lez-Lille                                           | Abadia del Repos de Notre-Dame de Marquette                             | Joana de Constantinoble | Comtessa de Flandes i d'Hainaut (1205-1244), comtessa consort, muller de Tomàs II de Savoia | Església desapareguda, tomba retrobada en 2005, però buida | |                                                                |  |
| Oise                          | Compiègne                                                     | Abadia de Saint-Corneille                                               | Lluís II de França el Quec Lluís V de França el Gandul Hug I de França | Rei d'Aquitània i dels francs (877-879) Rei dels francs (ca. 967-987) Rei associat de França (1017-1025) | Edifici destruït i tombes desaparegudes durant la Revolució Francesa | Lluís II de França el QuecLluís V de França el GandulHug I de França | Abadia de Saint-Corneille                                      |  |
|                               | Noyon                                                         | Catedral de Notre-Dame                                                  | Khilperic II | Rei de Nèustria (ca. 670-720) | Tomba desapareguda | | Catedral de Notre-Dame                                         |  |
|                               | Choisy-au-Bac                                                 | Saint-Étienne                                                           | Clodoveu IV Khildebert II Dagobert III | Rei dels francs (ca. 681-695) Rei dels francs (ca. 683-711) Rei dels francs (ca. 699-715) | Edifici i tombes desapareguts | |                                                                |  |
| Somme                         | Argoules                                                      | Abadia de Villoires                                                     | Joana de Dammartin o de Ponthieu | Reina consort (1237-1252), segona esposa de Ferran III de Castella | Tomba desapareguda | Margarida d'Escòcia i de Beaufort | Abadia de Villoires                                            |  |
|                               | Péronne                                                       | Abadia de Saint-Fursy                                                   | Carles III de França el Simple | Rei de França (898-929) | Edifici i tomba destruïdes | |                                                                |  |
| Alvèrnia-Roine-Alps           |                                                               |                                                                         | | | | |                                                                |  |
| Ain                           | Bourg-en-Bresse                                               | Església de Brou                                                        | Filibert II de Savoia | Duc de Savoia (1480-1504) | | Filibert II de Savoia | Església de Brou                                               |  |
|                               |                                                               |                                                                         | Margarida de Borbó | Duquessa consort, muller de Filibert II de Savoia | | Margarida de Borbó |                                                                |  |
|                               |                                                               |                                                                         | Margarida d'Àustria | Duquessa consort, segona muller de Filibert II de Savoia | | Margarida d'Àustria | Margarida d'Àustria                                            |  |
| Alt Loira                     | Briude                                                        | Basilique Saint-Julien                                                  | Marc Mecili Avit | Emperador Romà d'occident (455-456) | | | Basilique Saint-Julien                                         |  |
|                               | La Chasa Dieu                                                 | Abadia de Saint-Robert                                                  | Climent VI | Papa | | Climent VI | Abadia de Saint-Robert                                         |  |
| Alta Savoia                   | Contamine-sur-Arve                                            | Abadia de Contamine-sur-Arve                                            | Agnès de Faucigny | Comtessa consort, muller de Pere II de Savoia | Edifici destruït en 1589 | |                                                                |  |
| Droma                         | Montélimar                                                    | Cementiri de S. Lazare                                                  | Émile Loubet | Copríncep d'Andorra (1899-1906) | | |                                                                |  |
|                               | Valença                                                       | Catedral de Sant Apolinar                                               | Entranyes de Pius VI | Papa | Portades en 1803 des de Roma: en 1811, se'n feu un monument esculpit per Maximilien Laboreur. | | Catedral de Sant Apolinar                                      |  |
| Isèra                         | Viena del Delfinat                                            | Catedral Saint-Maurice                                                  | Bosó de Provença | Comte i duc de Lió i de Viena o Borgonya Cisjurana (872-879), comte i marques de Provença i comte d'Arle (875-879), rei de Provença (879-887) | Tomba desapareguda en la reconstrucció de la catedral; n'hi ha un epitafi, retrobat en 1860, a la capella de S. Apol·lònia (a l'Epístola) | | Catedral Saint-Maurice                                         |  |
|                               |                                                               | Saint-André-le-Bas                                                      | Conrad III de Borgonya | Rei d'Arles (937-993) | Epitafi conservat a l'absis de l'església, avui museu arqueològic | |                                                                |  |
|                               |                                                               | Saint-Antoine                                                           | Vísceres de Joan Galeàs Visconti | Senyor de Pavia (1378-1385), senyor de Milà (1385-1395), duc de Milà (1395-1402) | El cos és a la Cartoixa de Pavia, el cor a San Michele de Pavia; església desapareguda | |                                                                |  |
| Puèi Domat                    | Clarmont d'Alvèrnia                                           | Saint-André-les-Clermont                                                | Cor i entranyes de Lluís VIII de França, el Lleó | Rei de França (1223-1226) | Traslladades des de l'església de Montpensier; restes desaparegudes | |                                                                |  |
| Savoia                        | Chambèri                                                      | Castell dels Ducs de Savoia. Sainte-Chapelle                            | Claudina de Brosse | Duquessa consort, muller de Felip II de Savoia | | | Castell dels Ducs de Savoia. Sainte-Chapelle                   |  |
|                               | Sent-Jian-de-Môrièna                                          | Cathédrale Saint-Jean-Baptiste                                          | Humbert I de Savoia de les Blanques Mans | Primer comte de Savoia (1027-1047) | Tomba al porxo, cenotafi a l'interior (de 1826, esculpit pels germans Cacciatori) | \| |                                                                |  |
|                               |                                                               | Al porxo                                                                | Amadeu I de Savoia Bonifaci I de Savoia | Comtes de Savoia: 1047-1051 i 1253- 1263 | | Amadeu I de Savoia Bonifaci I de Savoia | Al porxo                                                       |  |
|                               | Saint-Pierre-de-Curtille                                      | Abadia d'Hautecombe                                                     | Panteó dels sobirans de Savoia | | | Panteó dels sobirans de Savoia | Panteó dels sobirans de Savoia                                 |  |
|                               |                                                               |                                                                         | Amadeu III de Savoia Cenotafi de Tomàs I de Savoia i tomba de la seva muller Margarida de Ginebra Amadeu IV de Savoia i la seva segona muller Cecília des Baux, regent Pere II de Savoia Felip I de Savoia Eduard de Savoia Amadeu VII de Savoia Filibert I de Savoia | Comte de Savoia (1103-1148) Comte de Savoia (1189-1233) i comtessa consort (1196-1233) Comte de Savoia (1233-1253) i comtessa (1244) i regent (1253-1259) Comte de Savoia (1263-1268) Comte de Savoia (1268-1285) Comte de Savoia (1343-1383) Comte de Savoia (1383-1391) Duc de Savoia (1472-1482)                        | | |                                                                |  |
|                               |                                                               |                                                                         | Humbert III de Savoia i la seva muller Clemència de Zähringen | Comte de Savoia (1148-1189) | | | Clemència de Zähringen                                         |  |
|                               |                                                               |                                                                         | Amadeu V de Savoia el Gran i la seva muller Sibil·la de Baugé | Comte de Savoia (1285-1323) | | |                                                                |  |
|                               |                                                               |                                                                         | Amadeu VI de Savoia el Gran i la seva muller Sibil·la de Baugé | Comte de Savoia (1323-1329) | | |                                                                |  |
|                               |                                                               |                                                                         | Aimone de Savoia i la seva muller Violant de Montferrat | Comte de Savoia (1329-1343) | | Aimone de Savoia i la seva muller Violant de Montferrat |                                                                |  |
|                               |                                                               |                                                                         | Felip II de Savoia | Duc de Savoia (1496-1497) | | |                                                                |  |
|                               |                                                               |                                                                         | Beatriu Fieschi de Lavagna Maria de Borgonya i de Flandes Violant Lluïsa de Savoia | Comtesses consorts de Savoia, esposes, respectivament de: Tomàs II de Savoia, Amadeu VIII de Savoia; Violant Lluïsa, duquessa consort, muller de Filibert II de Savoia | | |                                                                |  |
|                               |                                                               |                                                                         | Carles Fèlix I de Sardenya i la seva muller Maria Cristina de Borbó-Dues Sicílies | Rei de Sardenya (1821-1831), duc de Savoia, rei titular de Xipre i Jerusalem | | Maria Cristina de Borbó-Dues Sicílies | Maria Crista de Borbó-Dues Sicílies                            |  |
|                               |                                                               |                                                                         | Humbert II d'Itàlia i a seva muller Maria Josep de Bèlgica | Reis d'Itàlia (1946) | | |                                                                |  |
|                               |                                                               |                                                                         | Beatriu de Savoia | Comtessa consort, muller de Ramon Berenguer V de Provença | | Beatriu de Savoia |                                                                |  |
|                               |                                                               |                                                                         | Beatriu de Savoia | Reina consort (1258-1259), esposa de Manfred I de Sicília | | |                                                                |  |
| Borgonya-Franc Comtat         |                                                               |                                                                         | | | | |                                                                |  |
| Alt Saona                     | Montigny-lès-Cherlieu                                         | Abadia de Cherlieu                                                      | Adelaida de Borgonya | Comtessa consort, muller de Felip I de Savoia | Edifici i tomba destruïdes | | Abadia de Cherlieu                                             |  |
| Costa d'Or                    | Dijon                                                         | Catedral de Saint-Benigne                                               | Felip III de Borgonya el Bo | Duc de Borgonya (1419-1467) | Restes procedents de la Cartoixa de Champmol, traslladades en 1793 | | Catedral de Saint-Benigne                                      |  |
|                               |                                                               | Couvent des Cordeliers (Franciscans)                                    | Joana de Savoia, consort del duc Joan III de Bretanya Blanca de Borgonya i de França, muller del comte Eduard de Savoia | Duquessa consort de Bretanya Comtessa consort de Savoia | Edifici i tomba desaparegudes | Joana de Savoia, consort del duc Joan III de Bretanya iBlanca de Borgonya i de França, muller del comte Eduard de Savoia                                                                                                 |                                                                |  |
|                               |                                                               | Palau dels Ducs de Borgonya (Musée des beaux-arts)                      | Felip II de Borgonya l'Ardit | Duc de Borgonya (1363-1404) | Restes procedents de la Cartoixa de Champmol, traslladades en 1793 a la Catedral de Dijon i d'aquesta al Palau | Felip II de Borgonya l'Ardit | Palau dels Ducs de Borgonya (Musée des beaux-arts)             |  |
|                               |                                                               |                                                                         | Joan I de Borgonya Sense Por, i la seva muller Margarida de Baviera-Straubing | Duc de Borgonya (1404-1419) | Restes procedents de la Cartoixa de Champmol, traslladades en 1793 a la Catedral de Dijon i d'aquesta al Palau | Joan I de Borgonya Sense Por, i la seva mullerMargarida de Baviera-Straubing |                                                                |  |
|                               | Saint-Nicolas-lès-Cîteaux                                     | Abadia de Cister                                                        | Cor de Joana de Borgonya | Reina consort, primera muller de Felip VI de França | Restes desaparegudes | | Abadia de Cister                                               |  |
|                               |                                                               |                                                                         | Eudes I de Borgonya Hug II de Borgonya Eudes II de Borgonya Hug III de Borgonya Eudes III de Borgonya Hug IV de Borgonya Robert II de Borgonya Felip I de Borgonya | Ducs de Borgonya: 1078-1102 1102-1142 1142-1162 1162-1192 1193-1218 1218 - 1272 1272 - 1306 1349-1361 | Tombes desaparegudes durant la Revolució Francesa | |                                                                |  |
| Doubs                         | Besançon                                                      | Convent dels franciscans                                                | Jaume II de La Marca | Rei consort (1415-1419), marit de Joana II de Nàpols | Morí com a frare al convent, que desaparegué després de la Revolució | |                                                                |  |
| Jura                          | Mont-sous-Vaudrey                                             |                                                                         | Jules Grévy | Copríncep d'Andorra (1879-1887) | | |                                                                |  |
| Nièvre                        | Nevers                                                        | Catedral de Saint-Cyr-et-Sainte-Julitte                                 | Caterina de Lorena | Duquessa consort de Màntua (1599-1618), esposa de Carles I de Gonzaga-Nevers | | | Catedral de Saint-Cyr-et-Sainte-Julitte                        |  |
| Saona i Loira                 | Ciutat d'Autun                                                | Saint-Martin                                                            | Brunehaut | Reina consort, muller de Sigebert III | Sepulcre al museu Rollin d'Autun | |                                                                |  |
|                               | Chalon-sur-Saône                                              | Saint-Marcel                                                            | Guntram | Rei de Borgonya | Només se'n conserva el crani | | Saint-Marcel                                                   |  |
|                               | Cluny                                                         | Abadia de Cluny                                                         | Gelasi II | Papa | Tomba desapareguda | | Abadia de Cluny                                                |  |
| Yonne                         | Pontigny                                                      | Abadia de Pontigny; al cor, rere l'altar                                | Adela de Xampanya | Reina consort, tercera muller de Lluís VII de França | | Adela de Xampanya | Abadia de Pontigny; al cor, rere l'altar                       |  |
|                               | Sens                                                          | Abadia de Sainte-Colombe-lès-Sens, davant l'altar                       | Raül I de França | Duc de Borgonya (921-923) i rei dels francs (923-936) | Tomba esculpida en pedra, saquejada pels hugonots; destruïda en 1791 | |                                                                |  |
|                               | Tonnerre                                                      | Hôtel-Dieu. Capella                                                     | Margarida de Borgonya i de Borbó | Comtessa consort d'Anjou i de Provença, reina consort de Sicília (1268-1282) i de Nàpols (1282-1285), i reina consort titular de Jerusalem, esposa de Carles I d'Anjou | | | Hôtel-Dieu. Capella                                            |  |
| Bretanya                      |                                                               |                                                                         | | | | |                                                                |  |
| Costes del Nord               | Grâces                                                        | Església de Notre-Dame                                                  | Carles I de Bretanya | Duc de Bretanya | Relíquies en un reliquiari de fusta | Carles I de Bretanya | Església de Notre-Dame                                         |  |
|                               | Tréguier                                                      | Cathédrale Saint-Tugdual                                                | Joan V de Bretanya | Duc de Bretanya | Tomba destruïda; en 1947 se n'esculpí una de nova, per Armel-Beaufils | Joan V de Bretanya | Cathédrale Saint-Tugdual                                       |  |
| Illa i Vilaine                | Redon                                                         | Abadia de Saint-Sauveur                                                 | Nominoë Alà IV de Bretanya Francesc I de Bretanya | Ducs de Bretanya; Nominoe, rei de Bretanya (845-851) | Tombes destruïdes a la Revolució Francesa | | Abadia de Saint-Sauveur                                        |  |
| Morbihan                      | Billiers                                                      | Abadia de Notre-Dame des Prières                                        | Isabel de Castella i de Molina | Reina consort d'Aragó (1291-1295), esposa de Jaume el Just; duquessa consort (1310-1328), segona esposa de Joan III de Bretanya | L'església fou enderrocada; les restes de la reina es portaren en 1842 en una capella construïda a prop | | Abadia de Notre-Dame des Prières                               |  |
|                               | Ploërmel                                                      | Saint-Armel                                                             | Joan II de Bretanya Joan III de Bretanya | Ducs de Bretanya: 1286-1305 1312 – 1341 | Sepulcres de marbre del s. XIV, traslladats en 1821 des del convent dels carmelites de Ploërmel | Saint-Armel | Saint-Armel                                                    |  |
| Centre-Vall del Loira         |                                                               |                                                                         | | | | |                                                                |  |
| Cher                          | Bourges                                                       | Monasteri de l'Annonciade                                               | Santa Joana de Valois | Reina consort, primera muller de Lluís XII de França | Tomba profanada en 1562 i restes cremades | Joana de Valois | Eure et Loire                                                  |  |
|                               | Dreux                                                         | Capella Reial de Saint-Louis                                            | Lluís Felip I de França i la seva muller Maria Amèlia de Borbó-Dues Sicílies | Rei dels francesos (1830-1848) | Restes traslladades en 1876 des de la capella de Saint Charles Borromeus de Weybridge. Sepulcre esculpit per Antonin Mercié. | Lluís Felip I de França i la seva mullerMaria Amèlia de Borbó-Dues Sicílies | Capella Reial de Saint-Louis                                   |  |
| Indre i Loira                 | Tours                                                         | Saint-Martin                                                            | Luitgarda d'Alamània, quarta muller de Carlemany Judit de Baviera, segona muller de Lluís el Pietós | Emperadrius consorts | Tombes desaparegudes | | Saint-Martin                                                   |  |
| Loir i Cher                   | Blois                                                         | Saint-Vincent-de-Paul                                                   | Cor de Maria Casimira Lluïsa de la Grange d'Arquien | Reina consort, esposa de Joan III de Polònia | Desaparegut durant la Revolució Francesa; el cos és a la catedral de Cracòvia | | Saint-Vincent-de-Paul                                          |  |
|                               | Vendôme                                                       | Església Ducal de la Collégiale Saint-Georges                           | Joana III de Navarra i el seu marit Antoni de Borbó | Reina de Navarra (1555-1572) | Edifici i tombes desapareguts durant la Revolució Francesa | |                                                                |  |
| Loiret                        | Cléry-Saint-André                                             | Collégiale Notre-Dame                                                   | Lluís XI de França i la seva muller Carlota de Savoia | Rei de França (1461-1483) | | | Collégiale Notre-Dame                                          |  |
|                               |                                                               |                                                                         | Cor de Carles VIII de França | Rei de França (1483-1498) | Sebollit al terra; perdut i retrobat en 1820 | | Interior de la Collégiale Notre-Dame                           |  |
|                               | Montargis                                                     | Església de Saint-Dominique                                             | Maria de Luxemburg | Reina consort, segona muller de Carles IV de França | | |                                                                |  |
|                               | Saint-Benoît-sur-Loire                                        | Església abacial. Cor                                                   | Felip I de França | Rei de França (1060 -1108) | Tomba destruïda durant la Revolució Francesa; al segle xix se'n feu una de nova al transsepte sud | Felip I de França | Església abacial. Cor                                          |  |
| Gran Est                      |                                                               |                                                                         | | | | |                                                                |  |
| Alt Marne                     | Colombey-les-Deux-Églises                                     | Cementiri                                                               | Charles de Gaulle | Copríncep d'Andorra, president de França (1944-1946 i 1959-1969) | | Charles de Gaulle |                                                                |  |
| Aube                          | Pont-sur-Seine                                                | Cementiri                                                               | Jean Casimir-Perier | Copríncep d'Andorra (1894-1895) | | |                                                                |  |
|                               | Ville-sous-la-Ferté                                           | Abadia de Claravall                                                     | Margarida de Borbó-Dampierre | Reina consort de Navarra, tercera esposa de Teobald I | Tomba desapareguda durant la Revolució Francesa | | Abadia de Claravall                                            |  |
| Baix Rin                      | Andlau                                                        | Saint-Pierre-et-Saint-Paul                                              | Ricarda de Suàbia | Emperadriu consort, muller de Carles III el Gras | Venerada com a santa | Ricarda de Suàbia | Saint-Pierre-et-Saint-Paul                                     |  |
|                               | Seltz                                                         | Saint-Étienne                                                           | Adelaida de Borgonya | Emperadriu consort, muller d'Otó I del Sacre Imperi Romanogermànic | Restes perdudes, traslladades des de l'abadia de Seltz | | Saint-Étienne                                                  |  |
| Marne                         | Reims                                                         | Saint-Pierre                                                            | Maria de Guisa | Reina consort, esposa de Jaume V d'Escòcia (1538-1542) i regent | Tomba destruïda durant la Revolució | |                                                                |  |
|                               |                                                               | Església abacial de Saint-Remi. Al cor, prop de la tomba de Sant Remigi | Lluís IV de França (936-954) i la seva muller Gerberga de Saxònia Lotari I de França (954-986) | Reis de França | Al terra, prop del cor, però sense localitzar a l'edifici nou | Lluís IV de França (936-954) i la seva mullerGerberga de SaxòniaLotari I de França (954-986) | Església abacial de Saint-Remi                                 |  |
| Meurthe i Mosel·la            | Mercy-le-Haut                                                 | Cementiri                                                               | Albert Lebrun | Copríncep d'Andorra i president de França (1932-1940) | | |                                                                |  |
|                               | Nancy                                                         | Catedral Notre-Dame-de-l'Annonciation                                   | Sigebert III | Rei d'Austràsia (630-656) | Traslladat des de Saint-Martin-des-Champs de Metz en 1552 a Saint-Georges de Nancy; wn 1790 la tomba fou profanada i les restes cremades: les relíquies que se'n salvaren foren dipositades a la catedral. | | Catedral Notre-Dame-de-l'Annonciation                          |  |
|                               |                                                               | Església de Notre-Dame-du-Bonsecours                                    | Cor de Maria Leszczynska | Reina consort, muller de Lluís XV de França (1715-1774) | | Cor de Maria Leszczynska | Església de Notre-Dame-du-Bonsecours                           |  |
|                               |                                                               |                                                                         | Estanislau I de Polònia Leszczinsky | Rei de Polònia (1704-1709) | | Estanislau I de Polònia Leszczinsky |                                                                |  |
|                               |                                                               |                                                                         | Caterina Opalińska | Reina consort, muller d'Estanislau I de Polònia | | Caterina Opalińska |                                                                |  |
|                               |                                                               | Saint-François-des-Cordeliers                                           | Cristina de Dinamarca | Duquessa consort (1534-1535), esposa de Francesc II Sforza, duc de Milà | | | Saint-François-des-Cordeliers                                  |  |
| Mosa                          | Nubécourt                                                     | Cementiri                                                               | Raymond Poincaré | Copríncep d'Andorra i president de França (1913-1920) | | |                                                                |  |
|                               | Stenay                                                        | Saint-Dagobert (abans Saint-Rémy)                                       | Dagobert II | Rei d'Austràsia (ca. 652-679) | Restes desaparegudes | |                                                                |  |
| Mosel·la                      | Metz                                                          |                                                                         | Teodoric I d'Austràsia | Rei de Reims (després d'Austràsia) (ca. 485-533) | Sepultura desconeguda | |                                                                |  |
|                               |                                                               | Saint-Arnoult                                                           | Hildegarda de Vintzgau | Emperadriu consort, segona muller de Carlemany | Església desapareguda en 1552; tomba traslladada al convent de dominics i destruïda en 1792 | |                                                                |  |
|                               |                                                               |                                                                         | Lluís I el Pietós | Rei dels francs i emperador d'Occident (778-840) | Església desapareguda en 1552; tomba traslladada al convent de dominics i destruïda en 1792 | Lluís I el Pietós |                                                                |  |
| Illa de França                |                                                               |                                                                         | | | | |                                                                |  |
| Alts del Sena                 | Meudon                                                        | Cimitière de Trivaux                                                    | Boun Oum i la seva esposa Bouaphanh na Champassak | Prínceps de Champassak (1945-1946) | | Boun Oum i la seva esposa Bouaphanh na Champassak |                                                                |  |
|                               | Rueil-Malmaison                                               | Saint-Pierre-Saint-Paul. Capella Saint-Nicolas                          | Joséphine de Beauharnais | Emperadriu consort, primera muller de Napoleó I | Monument funerari de Pierre Cartellier, projectat per Louis-Martin Berthault en 1825 | Joséphine de Beauharnais | Saint-Pierre-Saint-Paul. Capella Saint-Nicolas                 |  |
|                               |                                                               |                                                                         | Hortènsia de Beauharnais | Reina consort d'Holanda (1806-1810), muller de Lluís I d'Holanda Bonaparte | Monument funerari de Jean-Auguste Barre, 1854-1857; restes portades des d'Arenenberg | Hortènsia de Beauharnais |                                                                |  |
| Essonne                       | Corbeil-Essones                                               | Saint-Jean-en-l'Ile                                                     | Ingeburga de Dinamarca | Reina consort de França, segona muller de Felip II de França | Làpida de bronze al cor; en 1736, restes traslladades i, retrobada en 1835, col·locada al mur sud del cor. La placa de bronze fou fosa durant la Revolució; les restes desaparegueren llavors. | Ingeburga de Dinamarca | Saint-Jean-en-l'Ile                                            |  |
|                               | La Ferté-Alais                                                | Abadia de Villiers                                                      | Anna de Kíev | Reina consort de França, muller d'Enric I de França | Abadia i tomba destruïdes en 1792 | |                                                                |  |
|                               | Lardy                                                         | Cementiri                                                               | Natalija Obrenovic | Reina consort (1875-1889), esposa de Milan I de Sèrbia | | |                                                                |  |
| París                         | París                                                         | Abadia de Longchamp                                                     | Entranyes de Joana II de Borgonya | Comtessa de Borgonya, reina consort de França, muller de Felip V de França | Església i restes desaparegudes | |                                                                |  |
|                               |                                                               | Catedral de Notre-Dame                                                  | Isabel d'Hainault | Reina consort, primera muller de Felip II de França August | Sebollida al centre del cor; en 1853, restes traslladades a la cripta dels arquebisbes, sota el cor al costat de l'altar major | Isabel d'Hainault | Catedral de Notre-Dame                                         |  |
|                               |                                                               |                                                                         | Entranyes de Lluís XIII i Lluís XIV de França | Reis de França i de Navarra | | |                                                                |  |
|                               |                                                               | Cementiri de Montmartre                                                 | Antoine-Hippolyte Cros, Antoni II | Rei titular d'Araucània i Patagònia (1902-1903) | | |                                                                |  |
|                               |                                                               | Cementiri de Montparnasse                                               | Paul Deschanel | Copríncep d'Andorra i president de França (1920) | 14a divisió, vora l'Avenue du Nord. | |                                                                |  |
|                               |                                                               | Cementiri de Passy                                                      | Ghislaine Dommanget | Princesa consort (1946-1949), esposa de Lluís II de Mònaco | | Ghislaine Dommanget | Cementiri de Passy                                             |  |
|                               |                                                               |                                                                         | Alexandre Millerand | Copríncep d'Andorra i president de França (1920-1924) | | |                                                                |  |
|                               |                                                               |                                                                         | Bao-Dai | Rei d'Annam (1926-1945) i emperador del Vietnam (1945-1955) | | Bao-Dai |                                                                |  |
|                               |                                                               | Cementiri del Père-Lachaise                                             | Cenotafi de Joaquim Murat | Rei de Nàpols (1808-1815) | Enterrat a Pizzo, on morí, n'hi ha un cenotafi buit al panteó familiar del cementiri parisenc | Adolphe Thiers |                                                                |  |
|                               |                                                               |                                                                         | Marie Alice Heine | Princesa consort, esposa d'Albert I de Mònaco | | |                                                                |  |
|                               |                                                               |                                                                         | Caroline Lacroix (Blanche Delacroix) | Esposa morganàtica (1909) del rei Leopold II de Bèlgica | | |                                                                |  |
|                               |                                                               |                                                                         | Adolphe Thiers | Copríncep d'Andorra (1871-1872) | | Adolphe Thiers |                                                                |  |
|                               |                                                               |                                                                         | Félix Faure | Copríncep d'Andorra (1895-1899) | | Félix Faure |                                                                |  |
|                               |                                                               | Cementiri de Thiais                                                     | Zogú I d'Albània | Rei d'Albània (1928-1939) | Enterrat fins al 2012, quan les restes foren portades a Albània | Zogú I d'Albània |                                                                |  |
|                               |                                                               | Cementiri de Vaugirard                                                  | Paul Doumer | Copríncep d'Andorra i president de França (1931-1932) | | Paul Doumer | Cementiri de Vaugirard                                         |  |
|                               |                                                               | Convent dels Agustins (Augustins) (desaparegut)                         | Cor de Margarida de Valois | Reina consort, primera muller d'Enric IV de França | | |                                                                |  |
|                               |                                                               | Convent dels Carmelites (desaparegut)                                   | Claudine Françoise Mignot | Esposa morganàtica (1672) de l'antic rei de Polònia Joan II Casimir Vasa | Desaparegut | |                                                                |  |
|                               |                                                               | Convent dels Celestins (desaparegut)                                    | Cors de: Joan el Bo Carles el Savi Carles el Benamat Cor i entranyes de Lluís XII de França | Reis de França: 1350-1364 1364-1380 1380-1422 | Desapareguts | | Convent dels Celestins (desaparegut)                           |  |
|                               |                                                               |                                                                         | Cors de Joana de Boulogne, muller de Joan II de França Elisabet de Baviera, muller de Carles VI de França | Reines consorts de França | Desapareguts | |                                                                |  |
|                               |                                                               |                                                                         | Entranyes de Joana de Borbó | Reina consort de França, muller de Carles V de França | Desaparegut, el sepulcre de les entranyes és a Saint-Denis des de 1816 | Entranyes de Joana de Borbó |                                                                |  |
|                               |                                                               |                                                                         | Isabel de Valois i de Baviera | Reina consort d'Anglaterra (1396-1399), esposa de Ricard II d'Anglaterra | Desaparegut | |                                                                |  |
|                               |                                                               |                                                                         | Lleó VI d'Armènia Menor | Rei de la Petita Armènia (1374-1375) | El sepulcre fou traslladat a la basílica de Saint-Denis en 1817 | Lleó VI d'Armènia Menor |                                                                |  |
|                               |                                                               | Convent dels Cordeliers (Franciscans) (desaparegut)                     | Cors de Felip III de França Joana d'Evreux Joana de Borbó Felip V de França | Rei de França (1270-1285) Reina consort, tercera muller de Carles IV de França (1322-1328) Reina consort, muller de Carles V de França Rei de França (1317-1322) | | |                                                                |  |
|                               |                                                               |                                                                         | Maria de Brabant, muller de Felip III de França Joana I de Navarra, muller de Felip IV de França Joana II de Borgonya, muller de Felip V de França | Reines consort de França | Tombes desaparegudes; la de Maria de Brabant a l'incendi de 1580 | |                                                                |  |
|                               |                                                               | Convent de Saint-Jacques (Jacobins o Dominics) (desaparegut)            | Cors de Maria de Brabant i Carles IV de França Entranyes de Felip V de França i Felip VI de França Caterina de Courtenay | Reina consort de França, muller de Felip III de França (1270-1285) Rei de França i de Navarra (1322-1328) Rei de França i de Navarra (1317-1322) Rei de França (1328-1350) Emperadriu titular de Constantinoble (1283-1308)                                                                                                | El jaient del sepulcre de Caterina, a Saint-Denis | |                                                                |  |
|                               |                                                               | Musée du Cluny                                                          | Sarcòfag de Dieudonné de Gozon | Gran Mestre de l'Orde dels Cavallers de Rodes (1346-1353) | Sepulcre buit, adquirit en 1876 i procedent de l'església de Sant Joan de Rodes | Sarcòfag de Dieudonné de Gozon | Musée du Cluny                                                 |  |
|                               |                                                               |                                                                         | Sarcòfag de Pierre de Corneillan | Gran Mestre de l'Orde dels Cavallers de Rodes (1453-1455) | Sepulcre buit, adquirit en 1876 i procedent de l'església de Sant Joan de Rodes | Sarcòfag de Pierre de Corneillan |                                                                |  |
|                               |                                                               |                                                                         | Sarcòfag de Robert de Juliac | Gran Mestre de l'Orde dels Cavallers de Rodes (1374-1377) | Sepulcre buit, adquirit en 1876 i procedent de l'església de Sant Joan de Rodes | Sarcòfag de Robert de Juliac |                                                                |  |
|                               |                                                               |                                                                         | Sarcòfag de Jacques de Milly | Gran Mestre de l'Orde dels Cavallers de Rodes (1454-1461) | Sepulcre buit, adquirit en 1876 i procedent de l'església de Sant Joan de Rodes | Sarcòfag de Jacques de Milly |                                                                |  |
|                               |                                                               |                                                                         | Sarcòfag de Giovanni Battista Orsini | Gran Mestre de l'Orde dels Cavallers de Rodes (1467-1476) | Sepulcre buit, adquirit en 1876 i procedent de l'església de Sant Joan de Rodes | Sarcòfag de Giovanni Battista Orsini |                                                                |  |
|                               |                                                               | Museu del Louvre                                                        | Sarcòfag de Ramsès III | Faraó d'Egipte | Buit i sense la tapa | |                                                                |  |
|                               |                                                               |                                                                         | Sarcòfag d'Antef VI | Rei de Tebes | Tapa; prové de Dra Abou'l Naga | |                                                                |  |
|                               |                                                               |                                                                         | Sarcòfag d'Eshmunazar II | Rei de Sidó | Prové de Magharat Tablun (Saïda, Líban) | |                                                                |  |
|                               |                                                               |                                                                         | Cors d'Enric II de França i de la seva muller Caterina de Mèdici | Rei de França i duc de Bretanya | Cardiotafi de marbre esculpit per Germain Pilon, portat des del Convent dels Celestins en 1816 | Cors d'Enric II de França i de la seva mullerCaterina de Mèdici |                                                                |  |
|                               |                                                               |                                                                         | Sepulcre de les entranyes de Carles V de França | Rei de França i de Navarra (1364-1380) | Procedent de l'abadia de Maubuisson, traslladat en 1836 | |                                                                |  |
|                               |                                                               |                                                                         | Sepulcre de les entranyes de Carles IV de França i de la seva muller Joana d'Evreuxl | Rei de França i de Navarra (1322-1328) | Sepulcre de Joan de Lieja, 1372, procedent de l'abadia de Maubuisson, traslladat en 1836 | Sepulcre de les entranyes de Carles IV de França i de la seva mullerJoana d'Evreuxl |                                                                |  |
|                               |                                                               |                                                                         | Sepulcre de Joana de Penthièvre la Coixa | Duquessa de Bretanya | | Sepulcre de Joana de Penthièvre la Coixa |                                                                |  |
|                               |                                                               | Saint-Germain-des-Prés                                                  | Cor de Joan II Casimir Vasa | Rei de Polònia i gran duc de Lituània (1648-1668) | El cos és a Cracòvia | Cor de Joan II Casimir Vasa | Saint-Germain-des-Prés                                         |  |
|                               |                                                               | Saint-Jacques-du-Haut-Pas                                               | Jaume II d'Anglaterra i VII d'Escòcia | Rei d'Anglaterra i Escòcia (1685-1688) | Les restes foren exposades a la Chapelle Saint-Edmond, sense ésser-hi enterrades; desaparegueren en 1794, durant la Revolució Francesa; n'hi ha un cenotafi a Saint-Germain-en-Laye | | Saint-Jacques-du-Haut-Pas                                      |  |
|                               |                                                               | Panteó de París                                                         | Marie François Sadi Carnot | Copríncep d'Andorra (1887-1894) | | | Panteó de París                                                |  |
|                               |                                                               | Saint-Louis-des-Invalides. Església del Dôme                            | Panteó de la Dinastia Bonaparte | | | Panteó de la família Bonaparte | Saint-Louis-des-Invalides. Església del Dôme                   |  |
|                               |                                                               | Cripta                                                                  | Napoleó I | Emperador dels francesos (1804-1814), rei d'Itàlia (1805-1814) | Restes portades des de Santa Helena en 1840; sepulcre de quarsita vermella projectat per Ludovico Visconti en 1842; restes inhumades en 1861 | Napoleó I | Cripta                                                         |  |
|                               |                                                               |                                                                         | Napoleó II | Rei de Roma, duc de Reichstadt (1811-1832), emperador titular dels francesos (1815) | Restes portades des de la Kapuzinergruft de Viena en 1940, i col·locades en una urna funerària. Des de 1969, a terra, davant una estàtua del seu pare. | Napoleó II |                                                                |  |
|                               |                                                               | Capelles laterals                                                       | Josep Bonaparte | Rei de Nàpols i de Sicília (1806-1808), rei d'Espanya (Josep I, 1808-1813). | Restes portades des de Santa Croce (Florència) en 1862. | Josep Bonaparte | Capelles laterals                                              |  |
|                               |                                                               |                                                                         | Jeroni Bonaparte i cor de la seva segona muller Catherine de Wurtemberg (1783-1835) | Rei de Westfàlia (Jeroni I, 1807-1813) | | Jeroni Bonaparte icor de la seva segona muller Catherine de Wurtemberg (1783-1835) |                                                                |  |
|                               |                                                               |                                                                         | Patrice de Mac Mahon | Copríncep d'Andorra (1873-1879) | | |                                                                |  |
|                               |                                                               | Saint-Paul-Saint-Louis                                                  | Cors de: Lluís XIII de França el Just i Lluís XIV de França el Gran | Reis de França: 1610-1643 1643-1715 | Desapareguts durant la Revolució Francesa | | Saint-Paul-Saint-Louis                                         |  |
|                               |                                                               | Saint-Pierre-de-Montmartre                                              | Adelaida de Savoia | Reina consort de França, segona muller de Lluís VI de França | | Saint-Pierre-de-Montmartre | Saint-Pierre-de-Montmartre                                     |  |
|                               |                                                               | Saint-Sulpice                                                           | Lluïsa Elisabet d'Orleans | Reina consort (1724), esposa de Lluís I d'Espanya | | | Saint-Sulpice                                                  |  |
|                               |                                                               | Saint-Vincent                                                           | Caribert I Khilperic I Clotari II i la seva segona muller Bertruda Khilderic II i la seva muller Biliquilda | Rei de París (ca. 561-567) Rei de Soissons, de Nèustria i dels francs (523-584) Rei dels francs (584-629) Rei d'Austràsia i dels francs (ca. 653-675) | Tombes desaparegudes | |                                                                |  |
|                               |                                                               | Sainte-Catherine-du-Val-des-Éclairs (desaparegut)                       | Elisabet de Mallorca | Reina titular de Mallorca (1375-1404) | Tomba desapareguda | |                                                                |  |
|                               |                                                               | Sainte-Chapelle                                                         | Relíquies de Sant Lluís IX de França | Rei de França | Entranyes, donades per Alfons de Borbó i Dampierre en 1975, procedents de la catedral de Cartago (Tunis), on arribaren en 1860 portades per Francesc II de les Dues Sicílies, que les portà des de Palerm. El crani i una costella que hi eren des de 1306 foren destruïts durant la Revolució Francesa. | | Sainte-Chapelle                                                |  |
|                               |                                                               | Val-de-Grace                                                            | Cors d'Anna d'Àustria, muller de Lluís XIII de França i de Maria Teresa d'Àustria, muller de Lluís XIV de França | Reines consort de França | Desapareguts durant la Revolució Francesa | | Val-de-Grace                                                   |  |
| Sena i Marne                  | Avon                                                          | Cor de Joana I de Navarra                                               | Reina consort de França, muller de Felip IV de França | Desaparegut durant la Revolució Francesa | | | Cor de Joana I de Navarra                                      |  |
|                               | Provins                                                       | Couvent des Cordelières                                                 | Teobald II de Navarra el Jove | Rei de Navarra (1253-1270) | | | Rei de Navarra (1253-1270)                                     |  |
|                               | Chelles                                                       | Saint-André                                                             | Batilda Clodoveu III | Reina consort de Borgonya i Nèustria, muller de Clodoveu II Rei de Borgonya i Nèustria | Restes de Batilde, portades des de l'abadia de Chelles; les de Clodoveu, perdudes | | Saint-André                                                    |  |
| Sena Saint-Denis              | Saint-Denis                                                   | Basílica de Saint-Denis                                                 | | | Panteó dels reis de França | Interior de la Basília de Saint-Denis | Basílica de Saint-Denis                                        |  |
|                               |                                                               |                                                                         | Clodoveu I (cenotafi) i la seva muller Clotilde de Borgonya | Rei dels francs (ca. 466-511) | Cenotafi traslladat des de Sainte-Geneviève-du-Mont en 1817 | Clodoveu I (cenotafi) i la seva muller Clotilde | Clodoveu I                                                     |  |
|                               |                                                               |                                                                         | Khildebert I (cenotafi) i la seva muller Ultragota | Rei de Nèustria, Orleans, Reims i Alvèrnia (ca. 495-558) | Cenotafi traslladat des de Sainte-Germain-des-Près en 1816 | Khildebert I (cenotafi) i la seva muller Ultragota | Khildebert I                                                   |  |
|                               |                                                               |                                                                         | Fredegunda | Reina consort de Nèustria, muller de Khilperic I | Cenotafi del segle xii, traslladat des de Sainte-Germain-des-Près en 1816 | Fredegunda | Fredegunda                                                     |  |
|                               |                                                               |                                                                         | Clotari III | Rei de Borgonya i Nèustria (ca. 652-673) | Sense sepulcre | |                                                                |  |
|                               |                                                               |                                                                         | Aregonda de Worms | Reina consort, segona muller de Clotari I (-561) | A la cripta | Aregonda de Worms |                                                                |  |
|                               |                                                               |                                                                         | Dagobert I i la seva tercera muller Nantilda | Rei d'Austràsia i dels francs (629-639) | | Dagobert I i la seva tercera mullerNantilda |                                                                |  |
|                               |                                                               |                                                                         | Clodoveu II | Rei de Nèustria i Borgonya (639-657) | | Clodoveu II |                                                                |  |
|                               |                                                               |                                                                         | Carles Martell | Duc d'Austràsia i príncep dels francs (717 -741) | Sepulcre encarregat per Lluís IX en 1263. L'epitafi de la seva primera muller, Rotruda (ca. 695-724) es conserva al Musée de Cluny. | Carles Martell |                                                                |  |
|                               |                                                               |                                                                         | Pipí I el Breu i la seva muller Bertrada de Laon | Rei dels francs (751-768) | Sepulcres encarregats per Lluís IX en 1263. | Pipí I el Breu i la seva mullerBertrada de Laon |                                                                |  |
|                               |                                                               |                                                                         | Carloman I (cenotafi) | Rei dels francs (768-771) | Sebollit a Reims; cenotafi encarregat per Lluís IX en 1263. | Carloman I (cenotafi) |                                                                |  |
|                               |                                                               |                                                                         | Carles II el Calb | Rei de França Occidental (840-877), emperador d'Occident, rei d'Itàlia i comte de Provença (875-877) | Tomba encarregada per Lluís IX en 1263. Fins al 884, sebollit en l'abadia de Nantua. | Carles II el Calb |                                                                |  |
|                               |                                                               |                                                                         | Lluís III de França | Rei dels francs occidentals (879-882) | Tomba encarregada per Lluís IX en 1263. | Lluís III de França |                                                                |  |
|                               |                                                               |                                                                         | Carloman II | Rei dels francs (879-884) | Tomba encarregada per Lluís IX en 1263. | Carloman II |                                                                |  |
|                               |                                                               |                                                                         | Odó I de França | Rei dels francs (888 - 898) | | Odó I de França |                                                                |  |
|                               |                                                               |                                                                         | Hug I de França Capet i la seva muller Adelaida d'Aquitània | Duc de França (956-987); rei dels francs (987-996) | | Hug I de França Capet i la seva muller Adelaida d'Aquitània |                                                                |  |
|                               |                                                               |                                                                         | Robert I el Pietós i la seva tercera muller Constança d'Arle | Rei de França (996-1031) | Sebollit a Melun i traslladat a Saint-Denis. | |                                                                |  |
|                               |                                                               |                                                                         | Enric I de França | Rei de França (1031-1060) | | |                                                                |  |
|                               |                                                               |                                                                         | Lluís VI de França el Gras | Rei de França (1108-1137) | | Lluís VI de França el Gras |                                                                |  |
|                               |                                                               |                                                                         | Lluís VII de França el Jove | Rei de França (1137-1180) | Sebollit a l'abadia de Barbeau, en una tomba ornada amb or i pedres precioses. Carles IX en 1580 n'obrí la tomba i durant la Revolució fou destruïda, però les restes salvades. En 1817, Lluís XVIII les traslladà a Saint-Denis. | Lluís VII de França el Jove |                                                                |  |
|                               |                                                               |                                                                         | Constança de Castella | Reina consort de França, segona muller de Lluís VII de França | Sepulcre encarregat per Lluís IX. | Constança de Castella |                                                                |  |
|                               |                                                               |                                                                         | Felip II August Lluís VIII de França el Lleó | Reis de França: 1180-1223 :1223-1226 | Tombes destruïdes al segle xv, durant la Guerra dels Cent Anys | |                                                                |  |
|                               |                                                               |                                                                         | Margarida de Provença | Reina consort de França, segona muller de Lluís IX de França | Tomba perduda al segle xv | Margarida de Provença |                                                                |  |
|                               |                                                               |                                                                         | Felip III de França l'Ardit | Rei de França (1270-1285) | Escultura de Jean d'Arràs | Felip III de França l'Ardit |                                                                |  |
|                               |                                                               |                                                                         | Elisabet d'Aragó i d'Hongria | Reina consort de França, muller de Felip III (1270-1285) | Escultura de Jean d'Arràs | Elisabet d'Aragó i d'Hongria |                                                                |  |
|                               |                                                               |                                                                         | Felip IV de França el Bell | Rei de França (1285-1314) | | Felip IV de França el Bell |                                                                |  |
|                               |                                                               |                                                                         | Lluís X de França l'Obstinat | Rei de Navarra (1305-1316) i de França (1314-1316) | | Lluís X de França l'Obstinat |                                                                |  |
|                               |                                                               |                                                                         | Clemència d'Hongria | Reina consort de Navarra i França (1314-1316), muller de Lluís X l'Obstinat | Sebollida al convent dels Jacobins (París), les restes i el sepulcre foren portats a Saint-Denis en 1816 | Clemència d'Hongria |                                                                |  |
|                               |                                                               |                                                                         | Joan I de França el Pòstum | Rei de Navarra i de França (1316) | | Joan I de França el Pòstum |                                                                |  |
|                               |                                                               |                                                                         | Felip V de França el Llarg | Rei de Navarra i de França (1316-1322) | | Felip V de França el Llarg |                                                                |  |
|                               |                                                               |                                                                         | Carles IV de França el Bell i la seva tercera muller Joana d'Evreux | Rei de Navarra i de França (1322-1328) | | Felip V de França el Llarg |                                                                |  |
|                               |                                                               |                                                                         | Felip VI de França | Rei de Navarra i de França (1328-1350) | Sepulcre d'André Beauneveu, de 1364 | Felip VI de França |                                                                |  |
|                               |                                                               |                                                                         | Joana de Borgonya i de França Blanca d'Evreux | Reines consort de Navarra i de França, primera i segona esposes de Felip VI de França | El sepulcre de Blanca és obra de Joan de Lieja, de 1371 | Joana de Borgonya i de França Blanca d'Evreux |                                                                |  |
|                               |                                                               |                                                                         | Joan II de França el Bo i la seva muller Joana d'Alvèrnia | Rei de Navarra i de França (1350-1364) | Sepulcre d'André Beauneveu, de 1364; Joana fou sebollida a l'abadia, però no se sap on | Joan II de França el Bo i la seva mullerJoana d'Alvèrnia |                                                                |  |
|                               |                                                               |                                                                         | Carles V de França el Savi i la seva muller Joana de Borbó | Rei de Navarra i de França (1364-1380) | Sepulcre d'André Beauneveu, de 1374, desaparegut; Joana fou sebollida a l'abadia, però no se sap on. El sepulcre actual prové dels Celestins, on n'eren sebollides les entranyes, portat a Saint-Denis en 1816. | Carles V de França el Savi i la seva mullerJoana de Borbó |                                                                |  |
|                               |                                                               |                                                                         | Carles VI de França el Ben Amat i la seva muller Elisabet de Baviera | Rei de França (1380-1422) | Sepulcre de Pierre de Thoiry, de 1422-1429. | Elisabet de Baviera |                                                                |  |
|                               |                                                               |                                                                         | Carles VII de França el Victoriós i la seva muller Maria d'Anjou i d'Aragó Carles VIII de França l'Afable | Rei de França: 1422-1461 i 1483-1498 | Sense sepulcre; Carles VIII en va tenir un de bronze, obra de Guido Mazzoni, fins al 1792 | Carles VII de França el Victoriós i la seva muller Maria d'Anjou i d'AragóCarles VIII de França l'Afable |                                                                |  |
|                               |                                                               |                                                                         | Lluís XII de França i la seva muller Anna de Bretanya | Rei de França (1498-1515), duc de Milà (1498-1512) i rei de Nàpols (1501-1504); Anna, duquessa de Bretanya (1488-1491 i 1498-1514), emperadriu consort dels romans (1490-1491, muller de Maximilià I d'Àustria), reina consort de França (1491-1498, muller de Carles VIII de França, i en 1499-1514, muller de Lluís XII) | | Lluís XII de França i la seva mullerAnna de Bretanya |                                                                |  |
|                               |                                                               |                                                                         | Francesc I de França i la seva muller Clàudia de França | Rei de França (1515-1547) | Tomba construïda en 1558, projectada per Philibert Delorme amb l'ajut de Marchant, Bontemps, Chanterel i Perret. | Clàudia de França |                                                                |  |
|                               |                                                               |                                                                         | Francesc III de Bretanya | Duc de Bretanya (1524-1536) | Restes inhumades al sepulcre de Francesc I, son pare | Clàudia de França |                                                                |  |
|                               |                                                               |                                                                         | Francesc II de França i Carles IX de França | Reis de França: 1559-1560 i 1560-1574 | Sebollits al fossar familiar. De Francesc II se'n conserva la columna del carditafi, portada des del convent dels Celestins, obra del Primaticcio i de Jacquiot. | Francesc II de França i Carles IX de França |                                                                |  |
|                               |                                                               |                                                                         | Enric III de França i la seva muller Lluïsa de Vaudémont-Lorena | Rei de Polònia (1573-1574) i de França (1574-1589) | Sebollits al fossar familiar dels Valois. D'Enric se'n conserva la columna del carditafi, portada des del convent de Saint-Cloud. Les restes de Lluïsa foren portades en 1817. | |                                                                |  |
|                               |                                                               |                                                                         | Cenotafi d'Enric IV de França | Rei de Navarra (Enric III, 1572-1610) i de França (1589-1610) | Monument funerari de Christophe de Thou destruït en 1793. | Cenotafi d'Enric IV de França |                                                                |  |
|                               |                                                               |                                                                         | Cenotafis de Margarida de Valois i Maria de Mèdici | Reines consort de Navarra i França, esposes d'Enric IV de França | | Cenotafis de Margarida de Valois iMaria de Mèdici |                                                                |  |
|                               |                                                               |                                                                         | Lluís XIII de França i la seva muller Anna d'Espanya Lluís XV de França i la seva muller Maria Leszczynska | Reis de França i de Navarra: 1610-1643 i 1715-1774 | Sebollits al temple, no n'hi cap rastre de les tombes | |                                                                |  |
|                               |                                                               |                                                                         | Cenotafis de Lluís XIV de França i la seva muller Maria Teresa d'Àustria | Rei de França i de Navarra (1643-1715) | Cenotafi fet en 1841-1842 | Cenotafis de Maria Teresa d'Àustria |                                                                |  |
|                               |                                                               |                                                                         | Lluís XVI de França i la seva muller Maria Antonieta d'Àustria | Rei de França i de Navarra (1774-1793) | Restes portades en 1816 des del cementiri de la Madeleine; sebollits a la cripta, a la nau hi ha un cenotafi esculpit per Gaulle en 1820 | Lluís XVI de França i la seva mullerMaria Antonieta d'Àustria |                                                                |  |
|                               |                                                               |                                                                         | Lluís XVII de França | Rei de França i de Navarra (1793-1795) | Restes portades en 1816 des del cementiri de Sainte-Marguerite de París; el cor fou dipositat a la cripta en 2004 | Lluís XVII de França |                                                                |  |
|                               |                                                               |                                                                         | Lluís XVIII de França | Rei de França i Navarra, titular entre 1795 i 1814 i efectiu en 1814-1824; copríncep d'Andorra (1814-1815 i 1815-1824) | | Lluís XVIII de França |                                                                |  |
|                               |                                                               |                                                                         | Maria de Brienne | Emperadriu consort llatina de Constantinoble (1234-1273), esposa de Balduí II de Courtenay | Escultura procedent de l'abadia de Montbuisson | Maria de Brienne |                                                                |  |
|                               |                                                               |                                                                         | Caterina de Courtenay | Emperadriu titular de Constantinoble (1283-1308) | Escultura procedent del convent dels dominics | Caterina de Courtenay |                                                                |  |
| Val-d'Oise                    | Saint-Ouen-l'Aumône                                           | Abadia de Montbuisson                                                   | Entranyes de Carles IV de França i la seva tercera muller Joana d'Evreux | Rei de França i de Navarra (1322-1328) | Sepulcre traslladat a París, i des de 1883 al Musée du Louvre | | Abadia de Montbuisson                                          |  |
|                               |                                                               |                                                                         | Blanca de Borgonya, primera muller de Carles IV de França Bona de Luxemburg, primera muller de Joan II de França | Reines consort de França | Sepulcres i restes perdudes | |                                                                |  |
|                               | Saint-Leu-la-Forêt                                            | Església de Saint-Leu-Saint-Gilles                                      | Lluís I d'Holanda Bonaparte | Rei d'Holanda (1806-1810) | Sebollit a Santo Spirito (Florència), fou portat en 1847 a Saint-Leu-La-Forêt | | Església de Saint-Leu-Saint-Gilles                             |  |
| Yvelines                      | La Celle-les-Bordes                                           | Cementiri                                                               | Georges Bidault | Copríncep d'Andorra, president de França (1946-1947) | | |                                                                |  |
|                               | Orvilliers                                                    | Cementiri                                                               | Georges Pompidou | Copríncep d'Andorra, president de França (1969-1974) | | Georges Pompidou |                                                                |  |
|                               | Poissy                                                        | Saint-Louis                                                             | Cor de Felip IV de França el Bell | Rei de França (1285-1314) | Destruït durant la Revolució Francesa | |                                                                |  |
|                               | Rambouillet                                                   | Priorat de les Hautes-Bruyères                                          | Bertrada de Montfort | Reina consort, segona muller de Felip I de França | Edifici i tomba destruïts | |                                                                |  |
|                               | Saint-Cyr-l'École                                             | Capella de Saint-Louis del Collège militaire                            | Francesca Atenea de Rochechouart de Mortemart, marquesa de Maintenon | Reina consort de França i Navarra, segona muller (morganàtica) de Lluís XIV de França | Sebollida a la capella de Saint-Louis, la tomba fou profanada en la Revolució; les restes, sebollides de nou en 1802 foren novament profanades en 1805. En 1836 es col·locaren en una nova tomba al cor, i en 1895 les restes foren portades a la primera tomba. Entre 1944 i 1969, després del bombardeig de l'església, foren portades a Versalles; llavors foren portades a la capella del Collège Militaire de Saint-Cyr, davant l'altar. | | Capella de Saint-Louis del Collège militaire                   |  |
|                               | Saint-Germain-en-Laye                                         | Saint-Germain                                                           | Jaume II d'Anglaterra i VII d'Escòcia | Rei d'Anglaterra i Escòcia (1685-1688) | Cenotafi erigit per la reina Victòria I del Regne Unit; les restes foren exposades a la Chapelle Saint-Edmond de Saint-Jacques-du-Haut-Pas de París, sense ésser-hi enterrades; desaparegueren en 1794, durant la Revolució Francesa | | Saint-Germain                                                  |  |
|                               | Septeuil                                                      | Abadia de Saint-Corentin-lès-Mantes                                     | Agnès de Merània | Reina consort de França, tercera muller de Felip II August | Restes procedents de la Col·legiata de Poissy; desaparegudes durant la Revolució. | |                                                                |  |
| Normandia                     |                                                               |                                                                         | | | | |                                                                |  |
| Calvados                      | Caen                                                          | Abadia dels Homes                                                       | Guillem I d'Anglaterra el Conqueridor | Duc de Normandia (1035-1087) i rei d'Anglaterra (1066-1087) | | Guillem I d'Anglaterra el Conqueridor | Abadia dels Homes                                              |  |
|                               |                                                               | Abadia de les Dames                                                     | Matilde de Flandes | Duquessa consort de Normandia (1053-1083) i reina consort d'Anglaterra (1066-1083) | | Matilde de Flandes | Abadia de les Dames                                            |  |
| Eure                          | La Bonneville-sur-Iton                                        | Abbaye de La Noë                                                        | Entranyes de Felip III de França | Rei de França (1270 -1285) | Segons algunes fonts; altres diuen que són a Saint-Jacques de París; desaparegudes | |                                                                |  |
| Manche                        | Torigni-sur-Vire                                              | Saint-Laurent                                                           | Jaume I de Mònaco | Príncep sobirà de Mònaco (1731-1751), príncep consort (1731), marit de Lluïsa Hipòlita de Mònaco | Tomba desapareguda | | Saint-Laurent                                                  |  |
| Sena Marítim                  | Bailleul-Neuville                                             | Saint-Waast                                                             | Joan Balliol | Rei d'Escòcia (1292-1296) | Probablement, però no es té la certesa que sigui seva | |                                                                |  |
|                               | Le Havre                                                      | Cementiri                                                               | René Coty | Copríncep d'Andorra, president de França (1954-1959) | | |                                                                |  |
|                               |                                                               | Abadia de la Trinitat de Fécamp                                         | Ricard I de Normandia i Ricard II de Normandia | Ducs de Normandia: 942-996 996-1027 | | Ricard I de Normandia iRicard II de Normandia | Abadia de la Trinitat de Fécamp                                |  |
|                               | Rouen                                                         | Catedral de Notre-Dame. Cripta                                          | Cor de Carles V de França el Savi | Rei de França (1364-1380) | | Cor de Carles V de França el Savi | Catedral de Notre-Dame. Cripta                                 |  |
|                               |                                                               | Catedral. Deambulatori                                                  | Rol·ló | Príncep de la Normandia (911-927) | | Rol·ló |                                                                |  |
|                               |                                                               |                                                                         | Guillem I de Normandia | Duc de Normandia (927-942) | | Guillem I de Normandia |                                                                |  |
|                               |                                                               |                                                                         | Matilde d'Anglaterra | Emperadriu consort (1114-1125) de l'emperador romanogermànic Enric V, reina dels anglesos (1141) | Restes portades en 1847 des de l'Abadia de Bec-Hellouin | Matilde d'Anglaterra |                                                                |  |
|                               |                                                               |                                                                         | Enric II el Jove | Rei associat d'Anglaterra amb son pare (1169-1183) | | Enric II el Jove |                                                                |  |
|                               |                                                               | Catedral. Deambulatori sud                                              | Cor de Ricard Cor de Lleó | Rei d'Anglaterra amb son pare (1189-1199) | | Cor de Ricard Cor de Lleó |                                                                |  |
| Nova Aquitània                |                                                               |                                                                         | | | | |                                                                |  |
| Charente                      | Jarnac                                                        | Cementiri                                                               | François Mitterrand | Copríncep d'Andorra, president de França (1981-1995) | | |                                                                |  |
| Corresa                       | Chabinhac                                                     | Cementiri                                                               | Nam Phuong (Marie-Thérèse Nguyễn Hữu Thị Lan) | Emperadriu consort del Vietnam (1934-1945), esposa de Bao Dai | | |                                                                |  |
| Deux-Sèvres                   | Thouars                                                       | Saint-Laon                                                              | Margarida d'Escòcia i de Beaufort | Primera muller del futur Lluís XI de França | Tomba profanada en 1562 i durant la Revolució Francesa | Margarida d'Escòcia i de Beaufort | Saint-Laon                                                     |  |
| Dordonya                      | Tortoirac                                                     | Cementiri                                                               | Antoine de Tourens, Aureli Antoni I Achille Laviarde, Aquil·les I i la seva muller Maria Elisa Alexandrine Guery | Reis d'Araucània i Patagònia: 1860-1862 (i titular autoproclamat fins a 1878) i 1878-1902 | | Antoine de Tourens, Aureli Antoni I Achille Laviarde, Aquil·les I i la seva muller Maria Elisa Alexandrine Guery | Cementiri                                                      |  |
| Gironda                       | Blaia                                                         | Basilique Saint-Romain                                                  | Caribert II | Rei d'Aquitània (629-632) | Edifici i restes desaparegudes | | Basilique Saint-Romain                                         |  |
|                               | Lignières-Sonneville                                          | Château de Lignières                                                    | Magdalena de Borbó Busset | Esposa de Xavier I, rei titular d'Espanya com a pretendent carlí | | | Château de Lignières                                           |  |
| Òlt i Garona                  | Mesin                                                         | Cementiri                                                               | Armand Fallières | Copríncep d'Andorra, president de França (1906-1913) | | |                                                                |  |
| Pirineus Atlàntics            | Lescar                                                        | Cathédrale Notre-Dame-de-l'Assomption                                   | Blanca II de Navarra Francesc I de Navarra Febus Caterina I de Navarra i el seu espòs Joan III Albret Enric II de Navarra i la seva muller Margarida d'Angulema | Reis de Navarra; Francesc i Caterina, també coprínceps d'Andorra 1461-1464 1479-1483 1483-1512 i 1484-1516 1517-1555 | Tomba destruïda durant la Revolució Francesa | Blanca II de Navarra (1461-1464)Francesc I de Navarra Febus (1479-14839Caterina I de Navarra (1483-1512) i el seu espòs Joan III Albret (1484-1516)Enric II de Navarra (1517-1555) i la seva muller Margarida d'Angulema | Cathédrale Notre-Dame-de-l'Assomption                          |  |
|                               | Ortès                                                         | Convent dels Jacobins                                                   | Gastó III de Foix Febus Isabel de Foix i el seu espòs Arquimbald de Grailly Gastó IV de Foix | Coprínceps d'Andorra, comtes de Foix i vescomtes de Bearn: 1343-1391 i 1398-1426 | Convent desaparegut | |                                                                |  |
| Viena                         | Poitiers                                                      | Sainte-Radégonde                                                        | Radegunda | Reina consort, quarta muller de Clotari I, rei merovingi | | Radegunda | Sainte-Radégonde                                               |  |
| Occitània                     |                                                               |                                                                         | | | | |                                                                |  |
| Alta Garona                   | Muret                                                         | Cementiri                                                               | Vincent Auriol | Copríncep d'Andorra, president de França (1947-1954) | | |                                                                |  |
|                               | Senta Gabèla                                                  | Abadia de Bolbona                                                       | Panteó dels Comtes de Foix | Coprínceps d'Andorra (1278-1472), comtes de Foix, vescomtes de Bearn | | |                                                                |  |
|                               |                                                               |                                                                         | Roger Bernat III de Foix (1278-1302) Gastó I de Foix (1302-1315) Gastó II de Foix (1315-1342) Isabel de Foix-Castellbò (1398-1413) Joan I de Foix (1413-1436) | Coprínceps d'Andorra | | |                                                                |  |
|                               | Tolosa de Llenguadoc                                          | Basílica de Sant Serni de Tolosa                                        | Guillem III de Tolosa Tallaferro | Comte de Tolosa (978-1037) | | Guillem III de Tolosa Tallaferro | Basílica de Sant Serni de Tolosa                               |  |
|                               |                                                               |                                                                         | Ponç II de Tolosa | Comte de Tolosa (1037-1060) | A la Porta deus Comtes | Ponç II de Tolosa |                                                                |  |
| Aude                          | Narbona                                                       | Catedral de Sant Just                                                   | Entranyes de Felip III de França | Rei de França (1270 -1285) | Al cor fins al 1792, quan foren destruïdes; queden algunes restes de la tomba (un plorant i dos lleons d'alabastre) | | Catedral de Sant Just                                          |  |
| Erau                          | Montpeller                                                    | Cementiri de Saint-Lazare                                               | Helena de Montenegro | Reina consort d'Itàlia (1900-1946) i d'Albània (1939-1943), emperadriu consort d'Etiòpia (1936 i 1943), esposa de Víctor Manuel III d'Itàlia | | |                                                                |  |
|                               |                                                               | Sant Francesc                                                           | Constança d'Aragó | Reina consort de Mallorca, primera muller de Jaume III de Mallorca | Tomba i convent desapareguts | |                                                                |  |
|                               |                                                               | Sant Joan                                                               | Foulques de Villaret | Gran Mestre de l'Orde dels Cavallers de Rodes (1305-1319 i 1319-1321) | Tomba i convent desapareguts | |                                                                |  |
|                               |                                                               | Santa Eulàlia                                                           | Ferdinand von Hompesch zu Bolheim | Gran Mestre de l'Orde dels Cavallers de Malta (1797-1799) | | | Santa Eulàlia                                                  |  |
|                               | Sant Guilhèm dau Desèrt                                       | Abadia de Sant Guilhem del Desert                                       | Guillem I de Tolosa | Duc d'Aquitània (781-806), comte de Tolosa (790-806) | | Guillem I de Tolosa | Abadia de Sant Guilhem del Desert                              |  |
|                               | Usèste                                                        | Col·legiata de Notre-Dame                                               | Climent V | Papa (1305-1314) | | Climent V | Col·legiata de Notre-Dame                                      |  |
| Gard                          | Aigasvivas                                                    | Cementiri                                                               | Gaston Doumergue | Copríncep d'Andorra i president de França (1924-1931) | | |                                                                |  |
|                               | Nimes                                                         | Catedral de Nostra Senhora i Sant Castor                                | Ramon V de Tolosa | Comte de Tolosa (1148-1194) | Al claustre, desaparegut; tomba i restes desapareguts | | Notre-Dame-et-Saint-Castor                                     |  |
|                               | Vilanova d'Avinyó                                             | Cartoixa del Vall de Benedicció                                         | Innocenci VI | Papa (1352-1362) | | Innocenci VI | Cartoixa del Vall de Benedicció                                |  |
| Pirineus Orientals            | vegeu sota: Panteons i tombes de sobirans als Països Catalans |                                                                         | | | | |                                                                |  |
| País del Loira                |                                                               |                                                                         | | | | |                                                                |  |
| Loira Atlàntic                | Nantes                                                        | Collégiale de Notre-Dame                                                | Pere II de Bretanya | Duc de Bretanya (1450 – 1457) | Església desapareguda al s. XIX | Pere II de Bretanya | Collégiale de Notre-Dame                                       |  |
|                               |                                                               |                                                                         | Joan IV de Bretanya | Duc de Bretanya | Tomba destruïda en 1793 | |                                                                |  |
|                               |                                                               | Cathédrale Saint-Pierre-et-Saint-Paul                                   | Francesca d'Amboise | Duquessa consort, muller de Pere II de Bretanya (1450 – 1457) | Procedent de Notre-Dame, se'n conserva el crani | Francesca d'Amboise | Cathédrale Saint-Pierre-et-Saint-Paul                          |  |
|                               |                                                               |                                                                         | Francesc II de Bretanya i les seves esposes Margarida de Foix i Margarida de Bretanya Artur III de Bretanya | Ducs de Bretanya (1458 – 1488); Artur, duc de 1457 a 1458 | Esculpida per Michel Colombe i Jean Perréal en començar el s. XVI En 1817 s'hi inhumaren les restes d'Artur, salvades de la destrucció de la Cartoixa, on eren sebollides, en 1792 | Francesc II de Bretanya i les seves esposesMargarida de Foix iMargarida de BretanyaArtur III de Bretanya | Nau principal de la catedral de Sant Pere i Sant Pau de Nantes |  |
|                               |                                                               | Musée Dobrée                                                            | Cor d'Anna de Bretanya | Duquessa de Bretanya (1488-1491 i 1498-1514), emperadriu consort dels romans (1490-1491, muller de Maximilià I del Sacre Imperi Romanogermànic), reina consort de França (1491-1498, muller de Carles VIII de França, i en 1499-1514, muller de Lluís XII)                                                                 | Procedent de la catedral de Nantes, abans a la capella dels Carmelites | Cor d'Anna de Bretanya | Musée Dobrée                                                   |  |
| Maine i Loira                 | Angers                                                        | Cathédrale Saint-Maurice                                                | Renat I d'Anjou, el Bo | Comte de Barcelona (1466-1474) i de Provença (1434-1480), rei de Nàpols (1438-1442, titular fins al 1480) | Tomba destruïda durant la Revolució Francesa | Renat I d'Anjou, el Bo | Cathédrale Saint-Maurice                                       |  |
|                               |                                                               |                                                                         | Ermengarda d'Hesbaye | Emperadriu consort, muller de Lluís I el Pietós | Tomba destruïda durant la Revolució Francesa | |                                                                |  |
|                               |                                                               |                                                                         | Lluís II de Provença i la seva esposa Violant d'Aragó | Comte de Provença (1384-1417), rei titular de Nàpols (1384-1389) i (1399-1417) i rei de Nàpols (1390-1399) | Tomba destruïda durant la Revolució Francesa | |                                                                |  |
|                               |                                                               |                                                                         | Margarida d'Anjou i de Lorena | Reina consort, muller d'Enric VI d'Anglaterra (1445-1461) | Tomba destruïda durant la Revolució Francesa | |                                                                |  |
|                               | Fontevraud-l'Abbaye                                           | Abadia de Fontevrault                                                   | Elionor d'Aquitània | Reina consort, muller de Lluís VII de França (1137-1152) i d'Enric II d'Anglaterra (1154-1189) | | Elionor d'Aquitània | Abadia de Fontevrault                                          |  |
|                               |                                                               |                                                                         | Enric II d'Anglaterra | Rei d'Anglaterra (1154-1189) | | Enric II d'Anglaterra | Nau de l'església abacial de Santa Maria                       |  |
|                               |                                                               |                                                                         | Joana d'Anglaterra | Reina consort de Sicília (1177-1189), muller de Guillem II de Sicília; comtessa consort (1196-1222), muller de Ramon VI de Tolosa | Tomba desapareguda | | Interior de l'abadia de Fontevraud                             |  |
|                               |                                                               |                                                                         | Ricard I d'Anglaterra | Rei d'Anglaterra (1189-1199) | | Ricard I d'Anglaterra |                                                                |  |
|                               |                                                               |                                                                         | Isabel d'Angulema | Reina consort (1200-1216), muller de Joan I d'Anglaterra | | Isabel d'Angulema |                                                                |  |
|                               |                                                               |                                                                         | Cor d'Enric III d'Anglaterra | Rei d'Anglaterra | Desaparegut | |                                                                |  |
|                               |                                                               |                                                                         | Ramon VII de Tolosa el Jove | Comte de Tolosa, duc de Narbona i marquès de Provença (1222-1229) | | |                                                                |  |
| Sarthe                        | La Flèche                                                     | Església de Saint-Louis del Collège dels Jésuites                       | Cors d'Enric IV de França i de la seva muller Maria de Mèdici | Rei de Navarra (1553-1610) i de França (1589-1610) | Els cors foren cremats en la Revolució Francesa; les cendres foren col·locades en els nínxols | Cors d'Maria de Mèdici | Església de Saint-Louis del Collège dels Jésuites              |  |
|                               | Le Mans                                                       | Catedral de Le Mans                                                     | Jofré V d'Anjou | Rei consort d'Anglaterra (1141), espòs de Matilde d'Anglaterra | | Jofré V d'Anjou | \|-                                                            |  |
|                               | Yvré-l'Évêque                                                 | Abadia de l'Épau                                                        | Berenguera de Navarra | Reina consort d'Anglaterra, muller de Ricard I d'Anglaterra | La tomba es traslladà en 1821 a la Catedral de Le Mans, i en 1970 hi fou retornada | Berenguera de Navarra | Abadia de l'Épau                                               |  |
|                               | Solesmes                                                      | Abbaye Saint-Pierre                                                     | Francesc Xavier de Borbó i Parma, Xavier I | Rei titular d'Espanya, pretendent carlí (1936-1975) | | | Abbaye Saint-Pierre                                            |  |
| Vendée                        | L'Île-d'Yeu                                                   | Cementiri                                                               | Henri Philippe Pétain | Copríncep d'Andorra i president de França (1940-1944) | | Henri Philippe Pétain |                                                                |  |
| Provença – Alps – Costa Blava |                                                               |                                                                         | | | | |                                                                |  |
| Alps Marítims                 | Niça                                                          | Cathédrale Sainte-Marie et Sainte Réparate                              | Beatriu de Portugal i d'Aragó | Duquessa consort (1521-1538), esposa de Carles II de Savoia | | | Cathédrale Sainte-Marie et Sainte Réparate                     |  |
|                               |                                                               | Cementiri Rus                                                           | Ekaterina Dolgorukova | Segona esposa, morganàtica (1880-1881), del tsar Alexandre II de Rússia | | | Cementiri Rus                                                  |  |
| Boques del Roine              | Ais de Provença                                               | Sant Joan de Malta                                                      | Beatriu I de Provença | Comtessa de Provença (1245 - 1267) i reina consort de Nàpols (1266-1267), esposa de Carles I d'Anjou | Tomba desapareguda en 1794; alguns fragments al Museu Granet d'Ais | Beatriu I de Provença | Sant Joan de Malta                                             |  |
|                               |                                                               |                                                                         | Alfons II de Provença Ramon Berenguer IV de Provença Ramon Berenguer V de Provença | Comtes de Provença | Tomba desapareguda en 1794; alguns fragments al Museu Granet d'Ais | Alfons II de Provença Ramon Berenguer IV de Provença Ramon Berenguer V de Provença |                                                                |  |
|                               |                                                               | Convent de Santa Maria de Nazaret                                       | Cor de Clemència d'Hongria | Reina consort, muller de Lluís X de França | Edifici i tomba desaparegudes | |                                                                |  |
|                               | Istre                                                         | Cementiri                                                               | Félix Gouin | Copríncep d'Andorra, president de França (1946) | | |                                                                |  |
|                               | Marsella                                                      | Abadia de Sant Víctor                                                   | Urbà V | Papa (1362-1370) | Efígie al Musée Petit-Palais d'Avinyó | Urbà V | Abadia de Sant Víctor                                          |  |
|                               | Tarascó                                                       | Església dels Dominics                                                  | Lluís Maria Sforza el Moro | Duc de Milà (1494-1499) | Església convertida en el Thêatre municipale | |                                                                |  |
| Valclusa                      | Avinyó                                                        | Catedral de la Mare de Déu dels Doms                                    | Joan XXII | Papa d'Avinyó (1316-1334) | | Joan XXII | Catedral de la Mare de Déu dels Doms                           |  |
|                               |                                                               |                                                                         | Benet XII | Papa d'Avinyó (1335-1342) | | Benet XII |                                                                |  |
|                               |                                                               | Musée de Petit-Palais                                                   | Urbà V | Papa (1362-1370) | Efígie procedent de l'Abadia de Sant Víctor de Marsella | Urbà V | Musée de Petit-Palais                                          |  |
|                               |                                                               |                                                                         | Climent VII d'Avinyó | Antipapa (1378-1394) | Efígie procedent de la Catedral d'Avinyó, on la tomba fou destruïda en 1793 | Climent VII d'Avinyó |                                                                |  |